# Полубояров, Михаил Сергеевич
Михаи́л Серге́евич Полубоя́ров (род. 15 ноября 1947, Малая Сердоба, Пензенская область, РСФСР, СССР) — советский и российский журналист, историк-архивист, археограф, топонимист, краевед, редактор.

## Биография
Михаил Сергеевич родился 15 ноября 1947 года в селе Малая Сердоба Пензенской области в семье колхозника. Отец — участник Великой Отечественной войны, командир миномётного расчета, защитник Ленинграда, награждён орденами Славы III степени, Отечественной войны II степени, медалями. Михаил окончил Малосердобинскую среднюю школу (1965), работал токарем (1965—1966). Служил в морских пограничных войсках (1966—1969), радиотелеграфист, главный старшина.
После демобилизации — директор сельского дома культуры (1969), радист Саратовской лесоперевалочной базы (1970), инструктор Энгельсского городского комитета ВЛКСМ Саратовской области (1970—1972), председатель профсоюзного комитета Энгельсского коммунально-строительного техникума (1972—1975).
Окончил филологический факультет Саратовского государственного университета имени Н. Г. Чернышевского (1975), Саратовскую высшую партийную школу (1982).
С 1975 по 1977 годы работал корреспондентом, заведующим отделом, ответственным секретарём, а с 1977 по 1980 — редактором газеты «Труд» — органа Малосердобинского районного комитета КПСС и исполкома районного Совета народных депутатов, избирался членом бюро Малосердобинского районного комитета КПСС, депутатом Малосердобинского районного Совета народных депутатов.
С 1980 по 1984 годы — редактор газеты «Молодой ленинец» Пензенского обкома ВЛКСМ. В 1987—1990 — директор Пензенского областного краеведческого музея.
В 1990—1991 — инструктор ЦК КПСС, консультант ЦК КПРФ. В 1992—1994 — первый заместитель директора Дирекции «Пензенской энциклопедии». В 1994—2008 — работник Аппарата Государственной Думы Федерального Собрания Российской Федерации, государственный советник Российской Федерации 3 класса, в 2008—2009 гг. — первый заместитель главного редактора ежемесячного журнала «Агрокредит. Финансовый журнал АПК». С 2009 г. — на пенсии.

## Историко-исследовательская и редакторская деятельность
Автор более 1000 публицистических статей в различных газетах и журналах. Библиография книг и статей по теме «Краеведение, топонимика и история России» насчитывает более 600 названий. Член редакционного совета, автор 534 статей в «Пензенской энциклопедии», в том числе 347 — о персоналиях и 187 предметно-тематических по истории России, Пензенской области, языкознанию, истории районов, городов и сёл Пензенской области.
В топонимике — сторонник исторического подхода к этимологизации топонимов, основателем которого считает профессора В. А. Никонова.
В 2007 году создал информационный ресурс — авторский портал «Суслоны», на котором разместил историко-краеведческий ресурс «Весь Пензенский край», содержащий подробную информацию о всех населённых пунктах, когда-либо существовавших на территории Пензенской области, а также свои научные статьи и тексты некоторых книг.
Как археограф опубликовал на страницах авторского портала тексты отказных книг Пензенского края из фондов Российского государственного архива древних актов, топографические описания Пензенского и Саратовского наместничеств, «Опись низовых городов» Российского государства 1701—1704 годов, из фондов Российского государственно военно-исторического архива — «Ведомости к топографической карте Саратовского наместничества»] по итогам пятой ревизии (1795) Кузнецкого, Петровского и Сердобского уездов.
Выдвинул новую топографию Белгородско-Симбирской засечной черты, дав ей название Украинско-Волжской оборонительной линии, Участник Всесоюзной (1989), Всероссийской (2012) краеведческих конференций и чтений. Сторонник точных методов исторического исследования.
Редактор книг, получивших большой общественный резонанс.
С 2007 года занимается историей происхождения христианства. Автор двух монографий (2018 и 2019).

## Награды, общественная оценка деятельности
Награждён почётными грамотами Государственной Думы, губернатора Пензенской области, других государственных и общественных организаций. «Ветеран труда». Почетный гражданин села Малая Сердоба (2000) и Малосердобинского района (2008) Пензенской области. Персоналий Большой международной энциклопедии «Лучшие люди», (проект «Лучшие люди России»), выпуск 2012 года, рубрика «Славные сыны и дочери» России, Казахстана, Украины, Беларуси.

## Монографии и статьи
- Пензенская топонимия в свете буртасской проблемы // Вопросы этнической истории Волго-Донья в эпоху средневековья и проблема буртасов. Тезисы к межобластной научной конференции 23-27 января 1990 года. Пенза, 1990. С. 70-75.
- Мокша, Сура и другие. Материалы к историко-топонимическому словарю Пензенской области. М., 1992. 198 с.
- Топловская летопись. Часть I и часть II. Малая Сердоба, 1992. 160 с.
- Пензенская гидронимия и некоторые этнические вопросы древнейшей истории Верхнего Посурья и Примокшанья // Историческое краеведение. По материалам II Всесоюзной конференции по историческому краеведению. Пенза, 1993. С. 14-23.
- «На реке Сердобе и в иных урочищах…». Сердобск и Сердобский район в XVIII веке. Саратов, 1999, 114 с.
- Драгунские горы. Историко-публицистическое повествование. Саратов, 2000. 308 с.
- М. С. Полубояров. Древности Пензенского края в зеркале топонимики: Словарь / М. С. Полубояров; Рецензент: чл.-корр. РАН, д-р филол. наук Э. Р. Тенишев. — М.: Изд-во Моск. гос. обл. ун-та, 2003.
- География подвига: центры и периферия // Исторические записки: Межвузовский сб. науч. тр. — Пенза, 2005. — Вып. 9. — С. 46-58.
- Общее и специфическое в методике историко-краеведческого исследования // Матер. Всеросс. науч.-практ. конф. «Моя малая родина». — Степановка; Пенза, 2009. — Вып. 6. — С. 210—222.
- Древности Пензенского края в зеркале топонимики / М. С. Полубояров. — 2-е изд., испр. и доп. — М.: Изд-во ЗАО «ФОН», 2010. — 224 с. — ISBN 5-89022-094-2.
- Картонные колокола краевРедения. (О «трехтомнике» пензенского краеведа Евгения Саляева) Архивная копия от 10 июня 2015 на Wayback Machine // Материалы межрегиональной научно-практической конференции «Моя малая родина». Вып. 8. Степановка — Пенза, 2011. С. 197—216.
- География Украинско-Волжской оборонительной линии (черты) Архивная копия от 25 октября 2012 на Wayback Machine // Вестник военно-исторических исследований: Междунар. сб. науч. тр. — Пенза, 2012. — Вып. 4. — С. 25-32.
- Весь Пензенский край. Историко-топографическое описание Пензенской области // М. С. Полубояров. — М., Изд-во ООО «САМ полиграфист», 2016. — 816 с.
- Плевелы великого обмана. Власть и христианство в Римской империи // М. С. Полубояров. — М., Изд-во «Библио-Глобус», 2018. — 320 с.
- Плевелы великого обмана. Власть и христианство в Римской империи // М. С. Полубояров. 2-е изд., доп. и испр. — М., Изд-во «ОнтоПринт», 2019. — 432 с.